# Helene Marie Stromeyer
Helene Marie Stromeyer, také Helene Stromeyer, česky Helena Marie Stromeyerová (26. srpna 1834 Hannover – 13. března 1924 Karlsruhe) byla německá malířka a učitelka malby, specialistka na květinová zátiší. 

## Životopis
Helena se narodila 26. srpna 1834 v Hannoveru jako prostřední ze tří dcer v bohaté rodině chirurga a univerzitního profesora Louise Stromeyera (1804-1876) a jeho manželky Luisy, rozené Bartelsové. Její otec byl pruským dvorním lékařem a proslavil se v oboru ortopedie jako první, kdo úspěšně operoval Achillovu šlachu. 
Při úmrtí své mladší sestry Otilie utrpěla šok a jako arteterapii začala malovat. V roce 1851 opustila Hannover a navštěvovala soukromé hodiny malby u Rudolfa Jordana v Düsseldorfu. Díky bohatému dědictví po rodičích byla finančně nezávislá a mohla se zcela věnovat umění. Svého otce, který v roce 1866 cestoval jako válečný chirurg do prusko-rakouské války, doprovázela čtyři týdny na bojiště, v Duryňsku zažila bitvu u Langensalzy a nakreslila sérii bitevních scén, z nichž bylo v roce 1867 šest vydáno v pamětním fotografickém albu této bitvy.
Na počátku 80. let 19. století se přestěhovala do Karlsruhe, kde navštěvovala Badenskou velkovévodskou školu umění (Großherzoglich Badische Kunstschule) v Karlsruhe). Učili ji  Hermann Baisch, Hans Gude a Gustav Schönleber.. 
Díky rodinným stykům Stromeyerová získala přístup na německý císařský dvůr, setkala se také s bádenským velkovévodou Fridrichem I., zetěm císaře Viléma I. V roce 1902 se podílela na výstavě k 50. výročí jeho vlády a v roce 1906 na výroční výstavě umění v Karlsruhe. Fridrich I. a jeho manželka Luisa si u ní objednali své portréty a koupili několik jejích obrazů..
V letech 1892–1900 vyučovala malbu, vedla ateliér pro malbu květin na ženské malířské škole v Karlsruhe. Škola byla v roce 1885 založena pod patronátem princezny Luisy Pruské jako náhrada tamní výtvarné akademie, jež nebyla přístupná ženám. 
Byla členkou Düsseldorfské malířské školy a v roce 1893 patřila mezi zakladatele Sdružení umělců (Kunstverein) v Karlsruhe. V závěru života byla oceňována jako 

## Tvorba
Rychle si získala popularitu svými staromistrovskými zátišími a krajinami, které dokonale využívají staromistrovské techniky olejomalby i principy kompozice vanitas. 
Po boku Anny Petersové, Jenny Fikentscherové, Sophie Leyové a Alwine Schroedterové patřila k nejznámějším malířkám z Karlsruhe a k nejvýznamnějším německým malířkám zátiší. Bývá řazena do Düsseldorfské malířské školy. 
Její zátiší i krajinomalby byly v roce 1893 vystaveny v  Ženské budově Světové  výstavy v Chicagu.  
Dílo Heleny Stromeyerové je zastoupeno ve sbírkách mnoha německých muzeí i v Orsayském muzeu v Paříži.

## Galerie

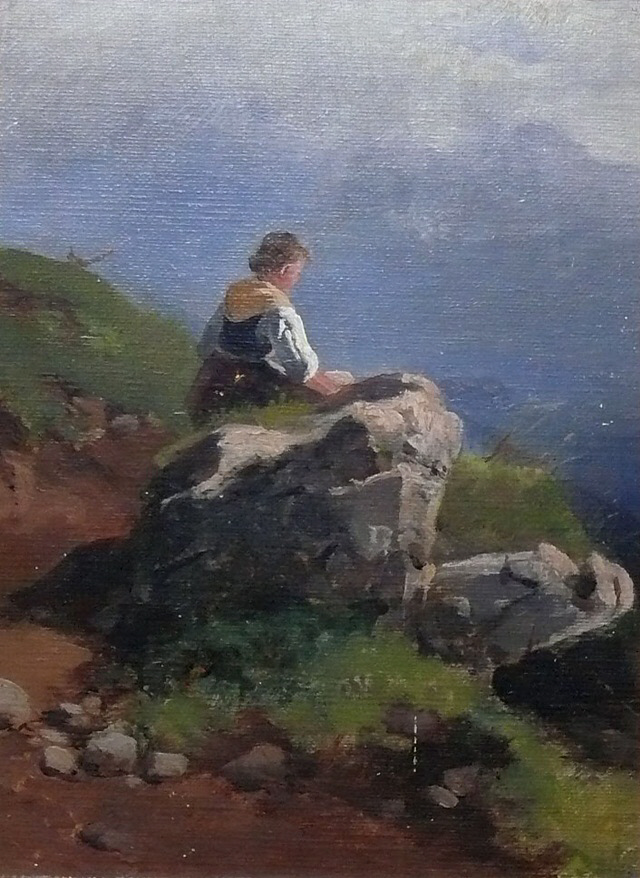
Venkovské děvče při odpočinku 1865–1870
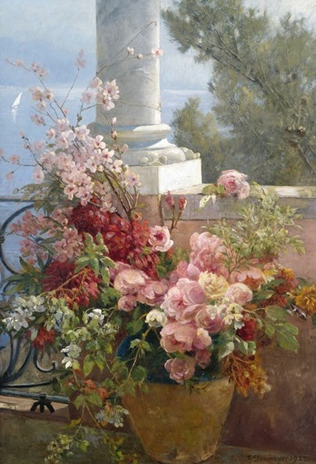
Zátiší s květinami na terase u moře 1923
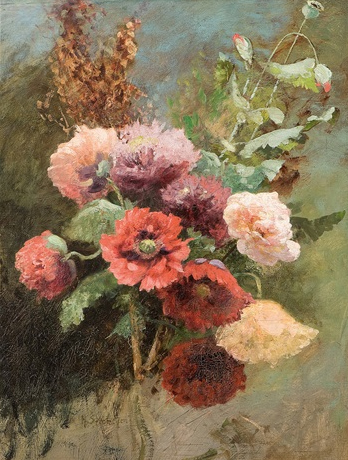
Zátiší s mákem
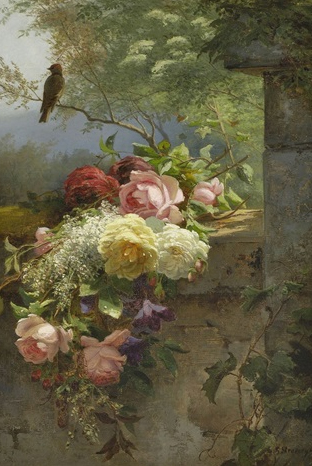
Kytice na zdi zahrady